# Hindú Club
Maillots
Dernière mise à jour : 10 novembre 2024.
Le Hindú Club est un club omnisports argentin basé dans la province de Buenos Aires en Argentine. Le club est principalement connu pour son équipe de rugby à XV. Il est l'un des plus titré de son pays.

## Histoire

### Création et premiers titres (1919-1996)
En 1910, des élèves de l'école La Salle se réunissent pour former une troupe de théâtre qu'ils appellent Hindustánicos. Après avoir obtenu leur diplôme, les jeunes se réunissent à nouveau en 1919 et fondent un club social, culturel et sportif qu'ils appellent Hindú Club. Le club commence avec du basket-ball. Par la suite, un terrain de 83 hectares est acheté, et d'autres sports commencent alors à se développer, notamment le rugby à XV mais aussi le golf, le tennis et le hockey sur gazon.
Bien que le club ait commencé à jouer au rugby en 1935, ce n'est qu'en 1996 qu'il commence à remporter des titres. En effet, cette année le Hindú Club remporte dans un premier temps le Championnat de l'URBA pour la première fois de son histoire après avoir terminé à la première place du classement général. Il s'agit également du premier trophée remporté par ce club. Plus tard dans l'année, le club atteint pour la première fois également la finale du Nacional de Clubes. Pour le titre, il affronte Alumni, quatrième du championnat. Finalement, Hindú s'impose 22 à 11 et remporte cette compétition par la première fois de son histoire. L'année 1996 s'achève donc avec deux titres, les deux premiers du club,.

### L'un des meilleurs clubs argentins (depuis 1996)
En 2012, Hindú remporte le championnat de l'URBA en battant La Plata 15 à 9 en finale. L'année suivante, le club retrouve la finale du championnat, mais est cette fois vaincu 11 à 9 par le Club Universitario de Buenos Aires.
En 2015, Hindú réalise le doublé. Il remporte dans un premier temps le Nacional de Clubes en battant le Club Newman 27 à 25 en finale. Puis, il remporte le championnat de l'URBA grâce à deux essais de Sebastián Cancelliere qui permettent à l'équipe de battre le Club Universitario de Buenos Aires sur le score de 24-0. Cette année, le demi de mêlée de l'équipe, Sebastián Cancelliere, termine aussi meilleur marqueur d'essais du championnat avec dix-neuf réalisations en quinze matchs.
Un an plus tard, le Hindú Club gagne le Nacional de Clubes battant Belgrano 38 à 23, mais perd quelques mois plus tard la finale du championnat de l'URBA battu par cette même équipe de Belgrano, sur le score de 25-10.
Durant l'année 2017, le club fait une fois de plus le doublé en s'imposant d'abord 20 à 10 contre Tala en finale du Nacional de Clubes, puis 27-20 contre l'Alumni pour remporter le championnat de l'URBA.
Les années suivantes Hindú n'arrive plus à gagner le championnat, mais remporte cependant le Nacional de Clubes en 2018, 2019 et 2022, soit cinq fois d'affilée, après les victoires des deux éditions précédentes (il n'y a pas eu de vainqueur en 2020 et 2021 à cause de la pandémie de Covid-19). Durant cette même année 2022, le club remporte aussi le championnat de l'URBA, cinq ans après sa dernière victoire en 2017.

## Palmarès
Le tableau suivant récapitule les performances du Hindú Club dans les diverses compétitions argentines.
| Compétitions nationales |
| --- |
| Championnat de l'URBA - Champion (11) : 1996, 1998, 2006, 2007, 2008, 2009, 2012, 2014, 2015, 2017, 2022 - Finaliste (3) : 2013, 2016, 2018 Nacional des Clubes - Champion (11) : 1996, 2001, 2003, 2005, 2010, 2015, 2016, 2017, 2018, 2019 et 2022 - Finaliste (2) : 1997, 2009 |

## Joueurs emblématiques (rugby à XV)
Ont porté le maillot des Pumas :
| - Alejandro Altberg, - Horacio Agulla, - Oscar Bernat, - Francisco Bosch, - Isidro Comas, - C. Derkheim, - R. Elliot, - Desmond Farrell, - Juan Fernandez Miranda, - Nicolas Fernández Miranda, - Bruno Grigolón, - Pablo Henn, - Alejandro Iachetti, | - Salvador Müller, - Patricio Noriega, - Lucas Ostiglia, - Juan P. Piccardo, - Gonzalo Quesada, - Julián Santiago, - Hernán Senillosa, - Martín Scelzo, - Carlos Serrano, - Tomás Solari, - Bernardo Yustini - Marcos Iachetti, - Ramiro Herrera - Sebastián Cancelliere |